# Verts d'Andorre
Les Verts d'Andorra (Verds d'Andorra) est un parti politique écologiste à Andorre.
Le parti ne compte à l'heure actuelle aucun élu au conseil général mais a obtenu 3,5 % des voix lors des élections législatives de 2011.

## Résultats électoraux
| Année | Tête de liste                                                                                                 | Voix            | %               | Sièges                                                                               |
| ----- | --- | --------------- | --------------- | ------------------------------------------------------------------------------------ |
| 2005  | Aucun | 433             | 3,5             | 0 / 28                                                                               |
| 2009  | Isabel Lozano Muñoz                                                                                           | 466             | 3,17            | 0 / 28                                                                               |
| 2011  | Cette section est vide, insuffisamment détaillée ou incomplète. Votre aide est la bienvenue ! Comment faire ? | 520             | 3,34            | 0 / 28                                                                               |
| 2015  | Coalition Junts                                                                                               | Coalition Junts | Coalition Junts | Coalition Junts                                                                      |
| 2015  | Pere López Agràs                                                                                              | 3 462           | 23,53           | 3 / 28Sur les 3 sièges remportés par la coalition, aucun sont des membres des Verts. |